# Villers-le-Tilleul
 Villers-le-Tilleul  là một xã ở tỉnh Ardennes, thuộc vùng Grand Est ở phía bắc nước Pháp.